# Ernesto Forza
Ernesto Forza (Roma, 21 agosto 1900 – Roma, 13 aprile 1975) è stato un militare italiano, insignito della Medaglia d'oro al valor militare durante la seconda guerra mondiale.

## Biografia
Allievo all'Accademia Navale di Livorno, conseguì la nomina a Guardiamarina nel 1921. Nel 1928 fu promosso Tenente di Vascello passando ad operare presso la 143ª Squadriglia idrovolanti.
Nel 1931 assunse l'incarico di Ufficiale di Collegamento con il Ministero dell'Aeronautica. Nel 1935 conseguì la promozione a Capitano di Corvetta  e fu posto al comando del sommergibile Pietro Micca, nel 1939 passò all'incrociatore Luigi di Savoia Duca degli Abruzzi partecipando alle operazioni militari in Albania dell'aprile 1939 ed all'inizio del secondo conflitto mondiale disimpegnò, presso il Ministero della Marina, l'incarico di Capo Ufficio impiego ricognizione aerea.
Nel giugno 1941 ebbe il comando della 2ª Flottiglia MAS in Sicilia. Nel luglio affondò  una nave nemica, e per questo ricevette la medaglia d'oro al V.M., assumendo poco dopo il comando della 10ª Flottiglia MAS a La Spezia.
Nel maggio 1943, dopo aver assunto brevemente il comando della torpediniera Groppo e relativa squadriglia (affondata pero' il 25 di quel mese per bombardamento aereo a Messina), assunse l'incarico di Capo di Stato Maggiore della 7ª Divisione Navale, lasciando il comando della 10ª Flottiglia MAS al capitano di fregata Junio Valerio Borghese.
Da Capitano di Vascello partecipò alla guerra di liberazione al comando del Mariassalto, ottenendo una medaglia d'argento al valor militare.
Rimasto in servizio nella Marina Militare, nel novembre 1948, ebbe il comando dell'incrociatore Giuseppe Garibaldi. Nel 1952 fu promosso Contrammiraglio, conseguendo poi la promozione ad Ammiraglio di Divisione nel 1956. Fu comandante della 1ª Divisione Navale e Comandante del Comando Marittimo Autonomo della Sicilia.
Conseguì, quando andò in ausiliaria nel 1960, il grado di Ammiraglio di Squadra. Fu nominato nel 1961 Grande Ufficiale Ordine al Merito della Repubblica Italiana.